# Otxarkoaga-Txurdinaga
Otxarkoaga-Txurdinaga en basque ou Ocharcoaga-Churdínaga en espagnol, est le 3e district de Bilbao en Espagne.

## Quartiers de Otxarkoaga-Txurdinaga
Otxarkoaga-Txurdinaga comprend officiellement deux quartiers : Otxarkoaga et Txurdinaga.

### Articles  connexes
- Bilbao
- Districts de Bilbao (es)